# Teorema de Pasch
Em geometria o teorema de Pasch, enunciado em 1882 pelo matemático alemão Moritz Pasch, é resultado de uma geometria plana que não é uma decorrência dos postulados de Euclides. Hoje é considerado como teoria da ordem, mas ele está relacionado com o método axiomático.
O enunciado é o que segue:
Dados os pontos - a, b, c e d

numa linha. Se é sabido que os pontos estão ordenados como (a,b,c) e (b,c,d) então (a, b, d) é verdadeiro. [ (a,b,c) significa que b está entre os pontos a e c]